# Silene brotheriana
Silene brotheriana är en nejlikväxtart som beskrevs av Somm. och Levier. Silene brotheriana ingår i släktet glimmar, och familjen nejlikväxter. Inga underarter finns listade i Catalogue of Life.